# Suzanne Valroger
Ernestine Émilienne Antoine dite Suzanne Valroger est une chanteuse française, vedette de music-hall. Née le 3 avril 1877 à Paris, elle est décédée le 7 novembre 1947 à Fontenay-lès-Briis.

## Biographie
Découverte en 1895 dans des théâtres et cafés-concert de Province, elle se rend célèbre, avant la Première Guerre mondiale, au Petit Casino comme chanteuse à voix et pendant l'entre-deux-guerres avant de retomber dans l'anonymat.

## Chansons
- Les Chansons glorieuses 1914-1915-1916 (auteure, créé à l'Olympia)
- Des Croix sur les Chemins (1916) (interprète, Paroles d'Albert Deligny, Musique de René de Buxeuil)
- Tu i 'reverras Paname (1917) (interprète, Musique de Albert Chantrier, Paroles de Roger Myra et Robert Dieudonnéenregistrée en 1918 chez disque Pathé, saphir 4978)
- C'est une Chanson de Paname Paroles de Émile Audiffred, Gabriello, Musique de Gaston Gabaroche, A. Bailly et E. Bernard
- Dansez le shimmy (interprète, jazz, 1922 , Paroles de Vincent Telly, Musique de Laurent Halet)
- L'Amour de nos Hommes ou l'Amour de nos Femmes (interprète, Paroles de Phylo (Marnois) , Musique de Gaston Gabaroche).
- Ballade Hygiénique (interprète , Paroles de Louis Boucot , Musique de Gaston Gabaroche).
- Ça, c'est français ! (interprète , Paroles de Phylo (Marnois) , Musique de Gaston Gabaroche).
- Ce que c'est qu'un homme et ce que c'est qu'une femme (interprète, Paroles de Phylo (Marnois) , Musique de Gaston Gabaroche).
- Ce que pensent les oiseaux (interprète , Paroles de Phylo (Marnois) & Armand Foucher , Musique de Gaston Gabaroche).
- Je n'aurais jamais cru !... (1918) (interprète, romance créée à l'Alhambra), Paroles de Armand Foucher & Charles Xam , Musique de Gaston Gabaroche).
- Oui, Monsieur ! (interprète , Paroles de Phylo (Marnois) , Musique de Gaston Gabaroche).
- Pourquoi mentir ! (interprète , Paroles de Phylo (Marnois) , Musique de Gaston Gabaroche).
- Si les pierres pouvaient parler ! (interprète , Paroles de Armand Foucher & Louis Boucot , Musique de Gaston Gabaroche).
- Un soir de Paris (interprète , Paroles de Charles-Albert Abadie , Musique de Gaston Gabaroche).
- Tant que le Monde (interprète, Paroles de Philo (Marnois) & André Royer , Musique de Gaston Gabaroche).
- Veillez sentinelle ! (interprète, Paroles de Charles-Albert Abadie & André Royer , Musique de Gaston Gabaroche).
- Chantez,dansez Grand'mère (interprète , Paroles de Maurice Aubert & Léo Lelièvre fils ,Musique de Gaston Gabaroche).
- La Madelon de la victoire (interprète, Paroles de Lucien Boyer , Musique de Charles Borel-Clerc).
- Le moineau de Paris (interprète, Paroles de Ernest Dumont, Musique de Ferdinand-Louis Benech).
- C' est la dernière java (interprète , Paroles & Musique de Jean Lenoir).
- En flanant Boul'vard Saint-Martin (interprète , Paroles de Jean Bernet & Vincent Scotto, Musique de Vincent Scotto).
- Celle que j'aime est parmi vous (interprète , Paroles Jean Rodor & Jean Bernet, Musique de Vincent Scotto).
- Rondeau (interprète , Paroles de Louis Bousquet, Musique de Henri Malfait).
- Les soquettes à Miquette (interprète , Paroles de Pierre Alberty, Musique de Leojac).
- Au bal musette du faubourg Saint-Martin (interprète, Paroles de Jules Combes & Charles Seoider, Musique de Eugène Gavel).
- Valse des courants d'air ! (interprète , Paroles Marcel Bertal & Maubon , Musique de Gaston Gabaroche & Fred Pearly).
- Rosella (interprète, Paroles de André Danerty, Musique de Raphaël Sylva).